# Reichspostamt

Reichspostamtsflagge 1892–1919

Das Reichspostamt war eine oberste Reichsbehörde im Deutschen Kaiserreich, die sich federführend mit der Leitung der Reichspost befasste.

## Zuständigkeit
Im Reichskanzleramt waren zuvor die Abteilung I für das Postwesen und die Abteilung II für das Telegraphenwesen zuständig. Diese wurden zum 1. Januar 1876 zusammengefasst und in eine eigenständige Reichsbehörde unter Leitung eines Generalpostmeisters überführt, welche wiederum 1880 zum Reichspostamt weiterentwickelt wurde, dem ein Staatssekretär vorstand. Mit Einschränkungen fungierte es ab 1902 zudem als Baubehörde des Deutschen Reiches.
In der Weimarer Republik wurden die Aufgaben des Reichspostamtes im Wesentlichen vom Reichspostministerium übernommen, mit den Bauangelegenheiten wurde die neu geschaffene Reichsbaudirektion betraut.

## Gebäude

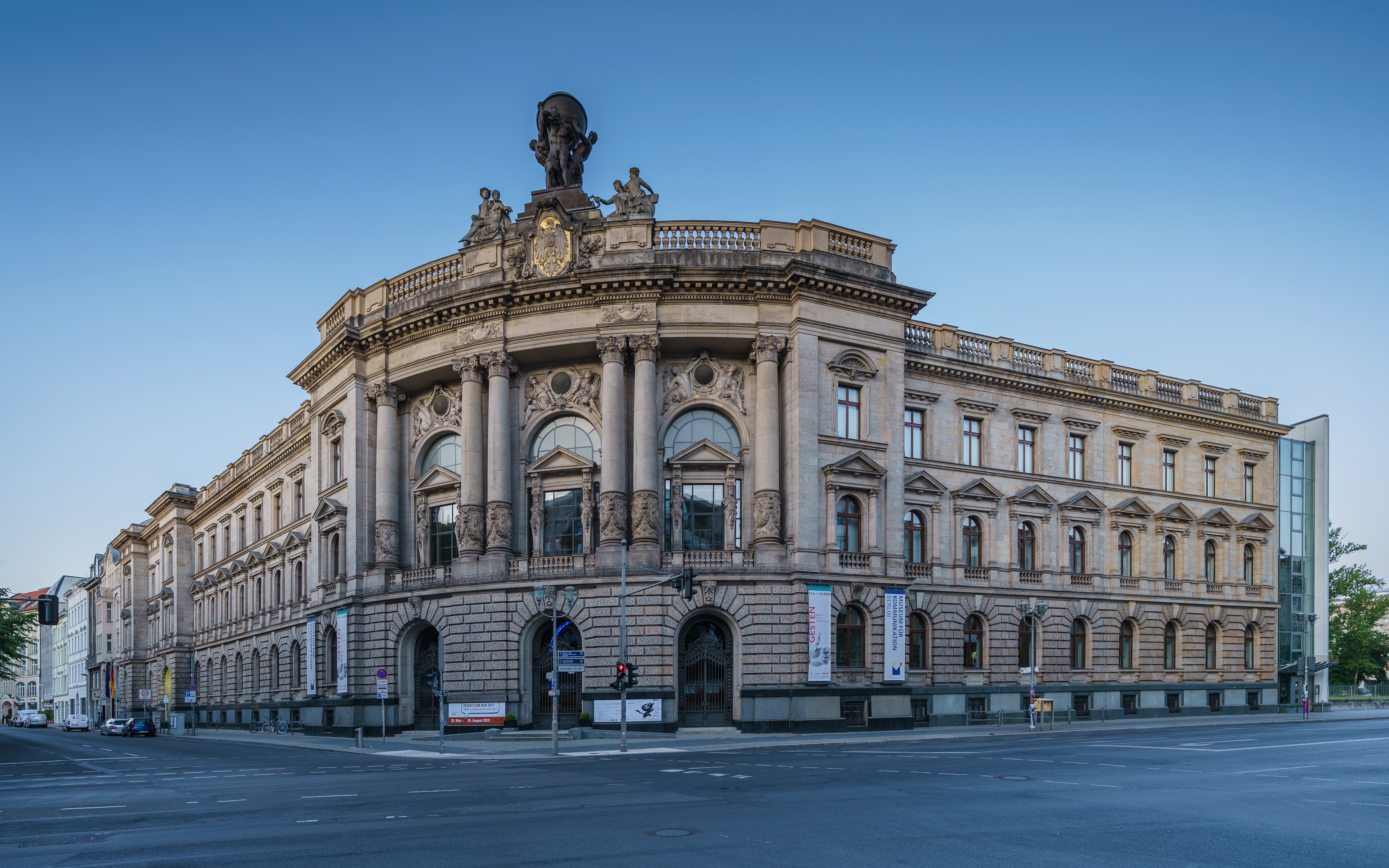
Heute ist im Gebäude das Museum für Kommunikation Berlin untergebracht

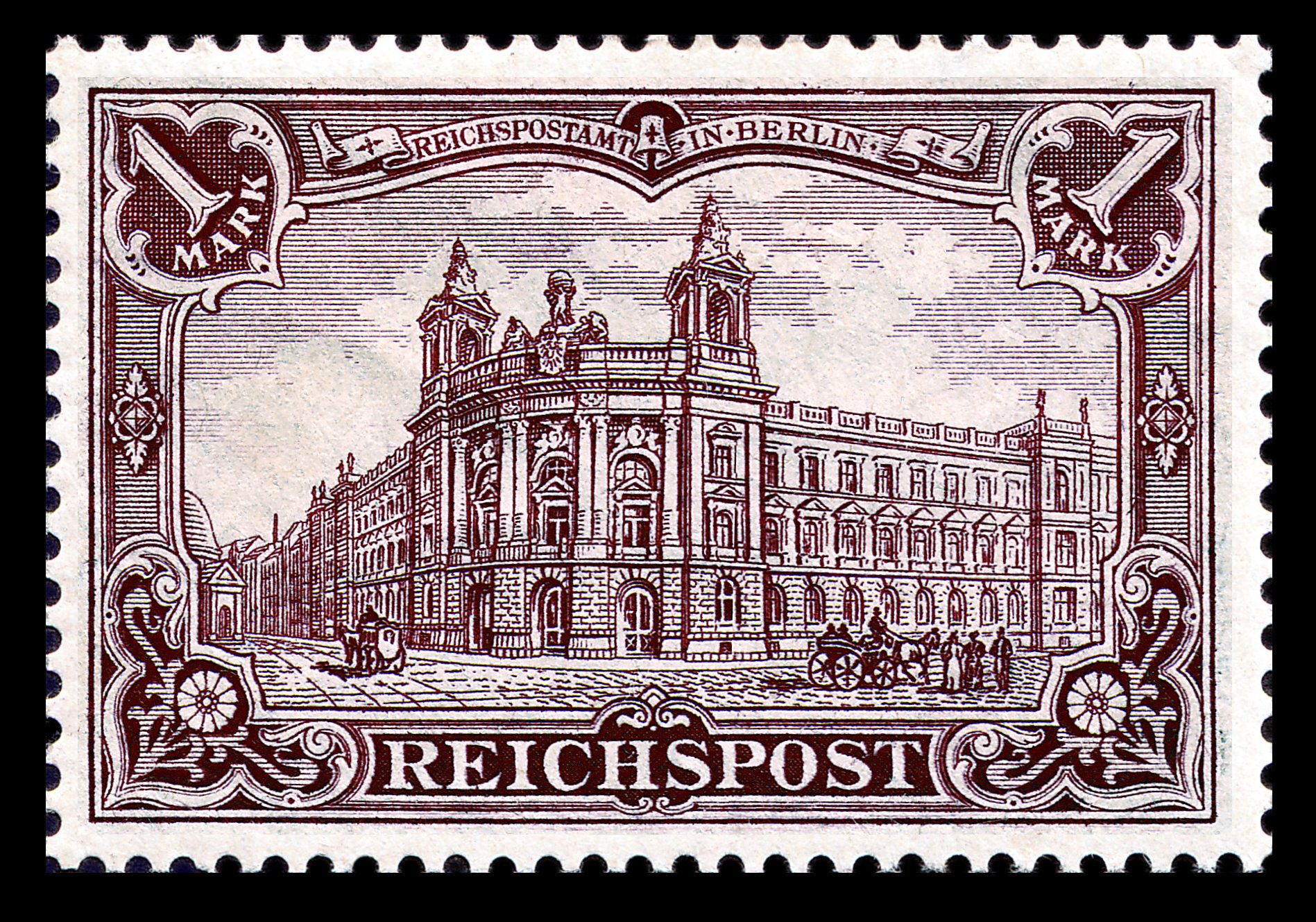
Ein Stich des Gebäudes nach C. Frenzel war mehrfach Motiv einer von 1900 bis 1920 erschienen Briefmarkenserie.

Das neue Dienstgebäude des Generalpostamts wurde von 1871 bis 1874 nach Plänen des Architekten Regierungsbaurat Carl Schwatlo errichtet. Die kaiserliche Postverwaltung hatte dazu vom Kaufmann Siegfried Lövinsohn das Grundstück Leipziger Straße 15 in Berlin zwischen der Mauerstraße und Wilhelmstraße für 227.125 Taler (681.375 Mark) erworben (kaufkraftbereinigt in heutiger Währung: rund 6,14 Millionen Euro). Das Grundstück lag mit 33,75 Metern an der Straßenfront, in seinem rückwärtigen Teil war es 44,5 Meter breit und über 100 Meter tief; die Grundsteinlegung wurde am 4. Juni 1872 gefeiert. Der Bau war an der Straßenseite drei- und im rückliegenden Teil viergeschossig. Die Baukosten betrugen 765.000 Taler. Bebaut wurden 2.940 Quadratmeter.

## Amtsleitung
| Name                  | Amtsantritt | Ende der Amtszeit |
| --------------------- | ----------- | ----------------- |
| Heinrich von Stephan  | 18801       | 1897              |
| Victor von Podbielski | 1897        | 1901              |
| Reinhold Kraetke      | 1901        | 1917              |
| Otto Rüdlin           | 1917        | 1919              |

1 bereits seit 1870 als Generalpostdirektor Chef der Postverwaltung des Norddeutschen Bundes und ab 1871 der gesamten Reichspostverwaltung, seit 1876 Generalpostmeister des Kaiserlichen General-Postamtes; ab 23. Februar 1880 dann als Staatssekretär Leiter der neuen Behörde